# Tris(trimethylsilyl)amin
 Tris(trimethylsilyl)amin ist der einfachste Vertreter von Tris(trialkylsilyl)aminen der allgemeinen Formel (R3Si)3N, in dem alle drei Wasserstoffatome des Ammoniaks durch Trimethylsilylgruppen (-Si(CH3)3) ersetzt sind.
Tris(trimethylsilyl)amin steht als stabile Zwischenstufe bei der chemischen Stickstofffixierung, d. h. der Einführung von atmosphärischem Stickstoff N2 in organische Substrate unter Normalbedingungen, seit Jahren im Zentrum großen wissenschaftlichen Interesses.

## Vorkommen und Darstellung
Frühe Versuche der Darstellung von Tris(trimethylsilyl)amin aus den Ausgangsverbindungen Ammoniak und Trimethylchlorsilan (TMS-Cl) verliefen auch bei Temperaturen von 500 °C und in Gegenwart der Base Pyridin ergebnislos. Die Reaktion von Ammoniak und Trimethylchlorsilan bleibt auf der Stufe des zweifach silylierten Produkts Bis(trimethylsilyl)amin, meist als Hexamethyldisilazan (HMDS) bezeichnet, stehen.
Nonamethyltrisilazan entsteht bei der Reaktion des Natriumsalzes von Hexamethyldisilazan – aus HMDS und Natriumamid bzw. aus mit HMDS, Natrium und Styrol – mit Trimethylchlorsilan in 80%iger Ausbeute.
Das Lithiumsalz von HMDS – aus HMDS und n-Butyllithium bzw. aus HMDS und Phenyllithium – reagiert lediglich in Ausbeuten von 50–60 % mit Trimethylchlorsilan zu Tris(trimethylsilyl)amin.
Als Eintopfreaktion mit 72%iger Ausbeute kann die Umsetzung von Lithiumnitrid mit Trimethylchlorsilan in THF ausgeführt werden.

## Eigenschaften
Tris(trimethylsilyl)amin ist ein farbloser, kristalliner bzw. wachsartiger Feststoff, der stabil ist gegen Wasser und Alkalien, sich aber durch Einwirkung von Alkoholen oder Säuren unter Spaltung der Si-N-Bindung und Bildung von Ammoniak zersetzt.

## Anwendungen

### Tris(trimethylsilyl)amin als Synthesebaustein
Aus Antimontrichlorid und Tris(trimethylsilyl)amin entsteht bei −60 °C fast quantitativ ein Nitridoantimon-Komplex mit Heterocubanstruktur.
Ketone können in Gegenwart von P4-t-Bu und Nonamethyltrisilazan unter milden Bedingungen in Ausbeuten bis 84 % mit dem sehr reaktionsträgen Fluoroform (HCF3, HFC-23) trifluormethyliert werden.
Aus Tris(trimethylsilyl)amin und Phosphorpentachlorid in Hexan entsteht bei 0 °C das Monomer Trichlor(trimethylsilyl)-phosphoranimin Cl3P=NSiMe3,
das zu linearen Polydichlorphosphazenen mit definierten Molmassen und Polydispersitäten polymerisiert werden kann.
In siedendem Dichlormethan (ca. 40 °C) wird aus Tris(trimethylsilyl)amin und Phosphorpentachlorid neben anderen Oligomeren vorwiegend (zu 76 %) das cyclische Trimer (NPCl2)3 Hexachlorcyclotriphosphan gebildet, aus dem bei Erhitzen auf über 250 °C hochmolekulare, aber wenig definierte Polydichlorphosphazene erhalten werden.
Stickstofftrifluorid NF3, das u. a. zum Plasmaätzen von Siliciumwafern Verwendung findet, ist aus Tris(trimethylsilyl)amin und Fluorgas bei −40 °C in Acetonitril zugänglich, wobei die Bildung von Stickstoff N2 und Tetrafluorhydrazin N2F4, die bei der Standardsynthese aus Ammoniak oder Ammoniumfluorid als unerwünschte Nebenprodukte anfallen, unterdrückt wird.

### Tris(trimethylsilyl)amin als Zwischenstufe der chemischen Stickstofffixierung
Die technische Stickstofffixierung wurde durch das Haber-Bosch-Verfahren realisiert, bei dem Stickstoff in Gegenwart von Eisen-Katalysatoren unter hohen Drücken (>150 bar) und Temperaturen (>400 °C) durch reduktive Protonierung in Ammoniak überführt wird.
Bei der chemischen Stickstofffixierung, d. h. der Umwandlung von atmosphärischem Stickstoff unter Normalbedingungen in reaktive Ausgangsstoffe für chemische Synthesen – meist ebenfalls Ammoniak – spielt Tris(trimethylsilyl)amin bei der so genannten reduktiven Silylierung eine wichtige Rolle, da es mit Wasser glatt zu Ammoniak hydrolysiert wird.
Bereits 1895 wurde beobachtet, dass metallisches Lithium schon bei Raumtemperatur mit Stickstoff zum Lithiumnitrid reagiert.
1972 beobachtete K. Shiina, dass Lithium (als Elektronendonor) in Gegenwart von Chrom(III)-chlorid als Katalysator bei Raumtemperatur mit dem zur Inertisierung eingesetzten Stickstoff unter Dunkelfärbung mit Trimethylsilylchlorid in geringen Mengen Tris(trimethylsilyl)amin bildet.
In neuerer Zeit wurde für die reduktive Silylierung von N2 zur Stickstofffixierung unter Normalbedingungen statt Lithium bevorzugt Natrium als Elektronendonor, sowie Molybdän- und Eisenverbindungen, wie z. B. Pentacarbonyleisen oder Ferrocene als Katalysatoren eingesetzt, wobei bis zu 34 Äquivalente N(Me3Si)3 pro Eisenatom im Katalysator erhalten wurden.
Mit einem Molybdän-Ferrocen-Komplex als Katalysator konnte eine katalytische Produktivität (engl. turnover number, TON) von bis zu 226 erzielt werden.
Die katalytische Produktivität der bisher entwickelten Katalysatoren für die chemische Stickstofffixierung ist trotz intensiver Forschungen noch um Größenordnungen geringer als z. B. die moderner Polymerisationskatalysatoren vom Metallocen-Typ oder Enzyme.